# La Fanera
La Fanera és una masia de la Cellera de Ter (Selva) inclosa a l'Inventari del Patrimoni Arquitectònic de Catalunya.

## Descripció
Masia que consta de dues plantes i golfes, coberta amb una teulada a dues aigües de vessants a laterals i amb un ràfec format per dues fileres de rajola plana superposades.
La planta baixa destaca el gran portal adovellat d'accés, d'arc de mig punt, amb unes dovelles de grans dimensions i molt ben escairades. Simultàniament, el portal està flanquejat per dues obertures, una per banda, emmarcades amb rajola.
En el primer pis o planta noble, trobem tres obertures de similar tipologia, és a dir: tres finestres rectangulars, equipades amb llinda monolítica conformant un arc pla, muntants de pedra ben escairats i ampit treballat. De les tres, destaca especialment la finestra central tant per la seva mida -sensiblement major en comparació amb les dues que la flanquejen- com per a l'interessant inscripció que es pot llegir en el dintell, i que diu així: “AVEMARIASIN + PECADOCONCEBIDA / 1 7 0 2”.
Tanmateix aquesta finestra central no és l'única que està ornada i complementada amb una inscripció, ja que les dues finestres que la flanquejen, en concret la de la seva dreta, també disposa d'una inscripció interessant: “JOAN. DALMAU. Y FANERA / 1 7 + 2 1”.
Pel que fa al segon pis, aquest executaria les tasques de golfes i s'ha traduït en la façana en una rústica obertura d'arc de mig punt.
Coronant l'edifici trobem un teulat, que arran del bon aspecte de conservació que presenta, tot fa pensar i apunta que és de factura bastant recent.
Pel que fa a la qüestió dels materials, tot el protagonisme el monopolitza la pedra, en concret, els còdols de riu sense desbastar i treballar, acaparant així tot l'espai físic de l'immoble. Tanmateix aquest ritme compositiu es veu parcialment interromput per la pedra sorrenca, concentrada en parts puntuals com ara en les dovelles del portal d'accés i en els muntants de les tres obertures de la planta noble.
Dos elements interessants a destacar, els quals ens indiquen la filiació i dedicació tradicional de la masia a les tasques agrícoles i ramaderes serien la presència de dos pallers. El primer el trobem adossat en la part posterior de l'immoble i el segon immediatament al davant.

## Història
Les masies de la Cellera de Ter es poden classificar en tres grups. Per les seves característiques intrínseques la masia de la Fanera l'enquadraríem dins d'un segon grup, el més nombrós. Aquest segon grup correspon als masos que presenten unes reformes i ampliacions que van des de la darreria del 1500 a les acaballes del 1600. És l'època de les grans portalades dovellades, dels finestrals gòtics lobulats i de les finestres senzilles i renaixentistes sense decoració.
D'aquesta manera trobem La Fanera (al Pladevall), can Dalmau (a la vila), i can Clos (al Plademunt). Totes tres són famílies importants que prenen part activa en la vila del poble i que unides finalment per lligams familiars passen a mans de la família Clos, la qual abandona el mas nadiu per anar a viure a can Dalmau, a la plaça.